# Teresówka
Teresówka (alt Tarasówka) – część miasta Hrubieszowa w Polsce położona w województwie lubelskim, w powiecie hrubieszowskim. Leży w południowo-zachodniej części miasta, w okolicy ulicy o nazwie Teresówka.
16 lipca 1930 kolonię Teresówka wyłączono z gminy Dziekanów i włączono do Hrubieszowa.